# Relapse (album de Ministry)
Pour les articles homonymes, voir Relapse.
Albums de Ministry
Cover Up
(2008)
Relapse est le douzième album studio du groupe de metal industriel Ministry, sorti en 2012.
L'album signe le retour de Ministry sur la scène musicale, après un hiatus de 3 ans où Al Jourgensen avait annoncé la fin du groupe.
Ministry rompit le hiatus le 7 août 2011 en annonçant qu'il jouera au festival Wacken Open Air en Allemagne du 2 au 4 août 2012.
Ministry annonça sur son site internet son entrée au studio le 1er septembre 2011, avec Sammy D'Ambruoso en ingénieur pour enregistrer Relapse.

## Liste des chansons
1. Ghouldiggers – 7:41 (Jourgensen/Scaccia/Orr - paroles : Al Jourgensen)
2. Double Tap – 4:06 (Jourgensen/Quirin - paroles : Al Jourgensen)
3. FreeFall – 4:36 (Jourgensen - paroles : Al Jourgensen)
4. Kleptocracy – 3:54 (Jourgensen/Victor - paroles : Al Jourgensen)
5. United Forces – 4:53 (Stormtroopers of Death cover) (Milano/Ian/Liker/Benante)
6. 99% – 3:53 (Jourgensen/Victor/D'Ambruoso - paroles : Al Jourgensen)
7. Relapse – 5:49 (Jourgensen - paroles : Al Jourgensen)
8. Weekend Warrior – 5:43 (Jourgensen/Scaccia/D'Ambruoso - paroles : Sammy D'Ambruoso)
9. Git Up Get Out 'n Vote – 3:59 (Jourgensen/Victor - paroles : Angelina Jourgensen)
10. Bloodlust – 5:37 (Jourgensen/Victor - paroles : Al Jourgensen)
11. Relapse (Defibrillator Mix) – 7:06 (limited edition bonus track) (Remixé par Sammy D'Ambruoso)

## Édition collector
La dernière piste, "Relapse (Defibrillator Mix)", n'est disponible que sur l'édition collector limitée.

## Personnel
- Al Jourgensen – Chant, guitare, Claviers
- Mike Scaccia ( † 22 décembre 2012[3]) – guitare
- Tommy Victor – guitare
- Tony Campos – basse
- Casey Orr – basse, claviers
- Samuel D'Ambruoso – chant (8), programmation
- Sin Quirin – guitare (2)
- Angelina Jourgensen – chants additionnels
- Hector Munoz – chants additionnels
- Marty Lopez – chants additionnels